# Longuenée-en-Anjou
Longuenée-en-Anjou is een gemeente in het Franse departement Maine-et-Loire (regio Pays de la Loire). De plaats maakt deel uit van het arrondissement Angers. Longuenée-en-Anjou is op 1 januari 2016 ontstaan door de fusie van de gemeenten La Meignanne, La Membrolle-sur-Longuenée, Le Plessis-Macé en Pruillé. 
De gemeente telde 6.453 inwoners op 1 januari 2022.

## Geografie
De oppervlakte van Longuenée-en-Anjou bedroeg op 1 januari 2022 53,5 vierkante kilometer; de bevolkingsdichtheid was toen 120,6 inwoners per km². De gemeente ligt op de noordelijke oever van de Loire.

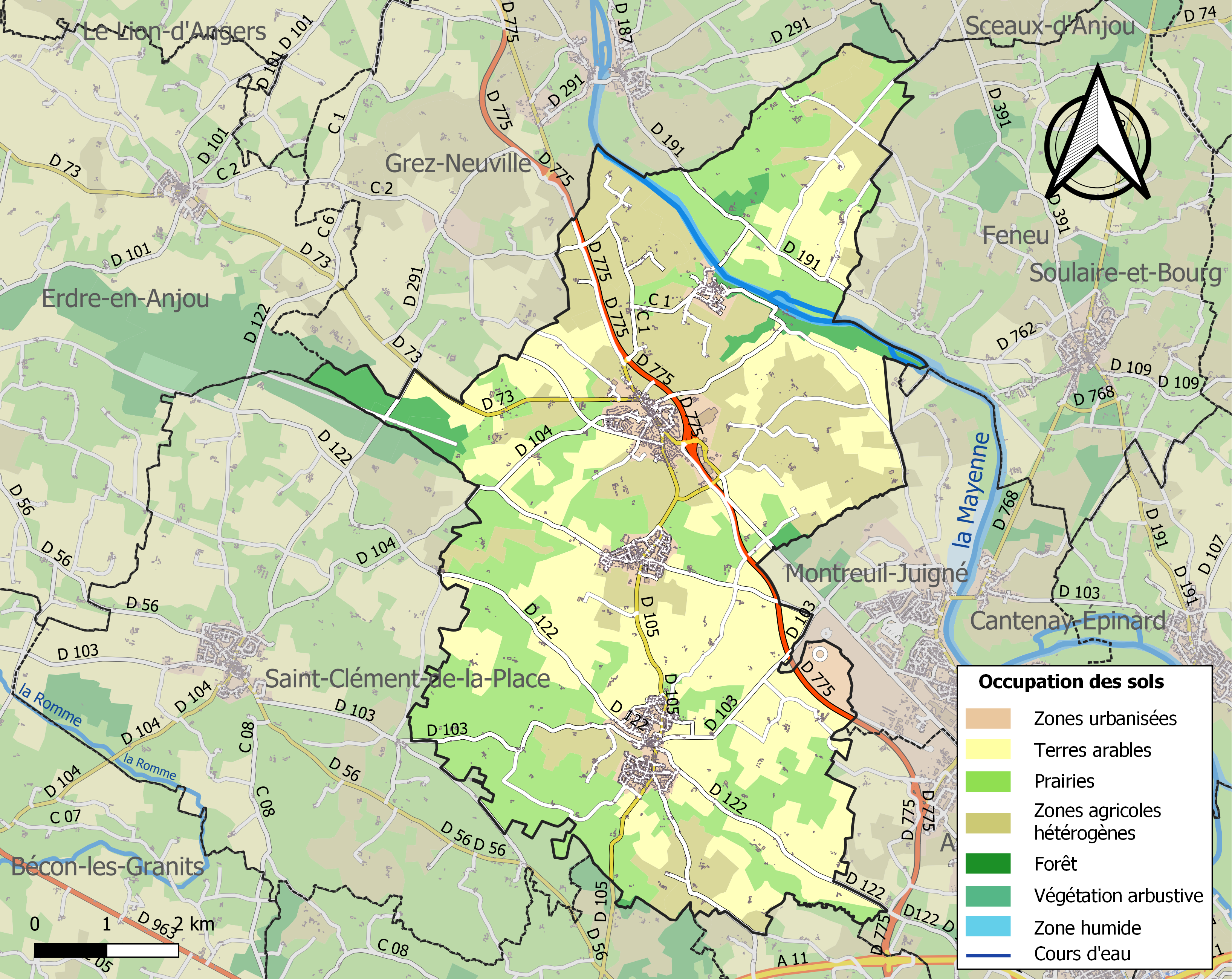
Kaart van de gemeente met de belangrijkste infrastructuur, bodemgebruik en omliggende gemeenten